# Престолонаследник
Престолонасле́дник (англ. Heir apparent) — член правящего дома какой-либо наследственной монархии, являющийся согласно её законодательству автоматическим преемником правящего монарха в случае его кончины либо отречения от престола. В традиционной примогенитуре, полностью исключающей женщин от наследования либо допускающей наследование женщинами в случае отсутствия у монарха мужского потомства, законным престолонаследником является старший либо единственный сын правящего монарха. В абсолютной примогенитуре, принятой в настоящее время в большинстве европейских монархий, за исключением Испании, Монако и Лихтенштейна, законным престолонаследником является старший ребёнок правящего монарха независимо от пола. Законный престолонаследник также может утверждаться из числа любых членов династии решением правящего монарха, как в Саудовской Аравии, Таиланде и Катаре, либо семейного совета и парламента, как в Кувейте.
В ряде случаев законный престолонаследник может носить особый титул (в большинстве случаев не принадлежащий предполагаемому престолонаследнику): в Японии — наследный принц, в Дании, Швеции и Норвегии — кронпринц, в Великобритании — принц Уэльский (с рядом других сопутствующих титулов), в Нидерландах — принц Оранский, в Бельгии — герцог Брабантский, в Испании — принц Астурийский. В Российской империи таким титулом был цесаревич, во Франции — дофин.

## Исторические титулы престолонаследников
| Название                                 | Государство                |
| ---------------------------------------- | -------------------------- |
| Принц Пьемонта                           | королевство Италия         |
| Герцог Калабрийский                      | Неаполитанское королевство |
| Принц Бразильский (1645—1816)            | королевство Португалия     |
| Королевский принц Португалии (1816—1910) | королевство Португалия     |
| Цесаревич                                | Российская империя         |
| Дофин                                    | королевство Франция        |